# Herbert II van Vermandois
Herbert II van Vermandois (884 - Saint-Quentin, 23 februari 943) was graaf van Vermandois en werd een van de machtigste edelen in het noorden en midden van Frankrijk.
Herbert volgde in 902 zijn vader op als graaf van Vermandois. In 907 trouwde hij met een dochter van Robert van Bourgondië en werd daardoor lekenabt van de Sint-Medardusabdij te Soissons en graaf van Meaux. In 918 werd hij ook graaf van Mézeray en Vexin. Herbert hielp in 922 de aartsbisschop van Reims om diens vazallen te onderwerpen.
In 922 steunde hij Karel de Eenvoudige nog tegen de opstand van Robert van Parijs maar in 923 vocht hij aan de kant van Robert in de slag bij Soissons. Robert sneuvelde in deze slag en zijn schoonzoon Rudolf werd tot koning gekozen. Herbert kreeg door een list Karel de Eenvoudige in handen (hij had hem naar zijn gebied gelokt met een aanbod voor onderhandelingen) en nam hem gevangen, en sloot hem op in Château-Thierry. Herbert zou Karel tot diens dood in 929 in zijn macht houden, om koning Rudolf onder druk te kunnen zetten met de dreiging Karel vrij te laten. In 924 verwierf Herbert Péronne en bouwde daar een kasteel waarin hij Karel voor de rest van zijn leven opsloot.
Vanaf 924 wist Herbert in hoog tempo zijn macht uit te breiden:
- 924 veroverde hij samen met Arnulf I van Vlaanderen Eu op de Vikingen
- 925 werd zijn vijfjarige zoon Hugo benoemd tot aartsbisschop van Reims
- 926 werd Herbert graaf van Amiens en bezette hij tegen de wil van Rudolf, Laon en bouwde daar een fort
- 927 sloot Herbert een bondgenootschap met Rollo, graaf van Normandië
- 928 vergezelde Herbert Rudolf bij een bezoek aan Bourgondië. Ook liet hij in 928 Karel de Eenvoudige voor korte tijd vrij om Rudolf meer onder druk te zetten.
- 930 bezette Herbert het kasteel van Vitry, dat eigendom was van de broer van koning Rudolf

Vanaf 931 werd Herbert harder aangepakt door koning Rudolf en Hugo de Grote. In 931 veroverden ze Reims en benoemden een andere aartsbisschop. In de daaropvolgende jaren moest Herbert ook Vitry, Laon (behalve het fort), Château-Thierry en Soissons opgeven. Via bemiddeling door Hendrik de Vogelaar werd een vrede gesloten waarbij Herbert zich aan Rudolf onderwierp, en al zijn bezittingen terugkreeg behalve Reims en Laon. In de jaren daarna zou Herbert nog meer functies verwerven zoals graaf van Troyes en lekenabt van Saint-Crépin te Soissons. In 938 moest hij wel zijn fort bij Laon opgeven. In 941 kwam hij samen met Hugo de Grote en Willem I van Normandië in opstand tegen Lodewijk IV van Frankrijk. Met hun steun kon hij Reims veroveren en zijn zoon weer tot aartsbisschop maken. Het conflict werd beëindigd na bemiddeling door Otto I de Grote.
Herbert werd begraven in Saint-Quentin. Na zijn dood verdeelde Hugo de Grote Herberts bezittingen onder zijn zonen, om de macht van Vermandois op te breken.
Herbert was de zoon van Herbert I van Vermandois en Bertha van Morvois. Hij was gehuwd (voor 21 mei 907) met Adelheid van Bourgondië (890-943), dochter van Robert van Bourgondië. Zij hadden de volgende kinderen:
- Odo (ca. 915-na 946)
- Adelheid (ca. 915-960), in 934 gehuwd met Arnulf I van Vlaanderen (890-964),
- Herbert III (tussen 910 en 926-ca. 984), steunde zijn vader in diens conflicten met de koningen Rudolf en Lodewijk. Kreeg bij de verdeling van de erfenis Ormois, Château-Thierry en de functie van lekenabt van St. Medardus. Later benoemd tot paltsgraaf en erfde in 967 Meaux en Troyes van zijn broer Robert. Trouwde in 951 met Hedwig van Wessex, weduwe van Karel de Eenvoudige. Begraven te Lagny.
- Hugo (920-Meaux, 962), graaf en bisschop van Reims,
- Liutgard van Vermandois (voor 925 - na 985), ca. 940 gehuwd met Willem I van Normandië (-942) en (in de periode 942-945) met Theobald I van Blois (-975)
- Robert I van Meaux (932-eind 966)
- Albert I (934-8 september 987).
- Gwijde I van Soissons (-986)

## Voorouders
| Voorouders van Herbert II van Vermandois (884-943) | Voorouders van Herbert II van Vermandois (884-943)                | Voorouders van Herbert II van Vermandois (884-943)                | Voorouders van Herbert II van Vermandois (884-943)                | Voorouders van Herbert II van Vermandois (884-943)                |                                                                   |
| -------------------------------------------------- | ----------------------------------------------------------------- | ----------------------------------------------------------------- | ----------------------------------------------------------------- | ----------------------------------------------------------------- | ----------------------------------------------------------------- |
| Overgrootouders                                    | Bernhard van Italië (797-818) ∞ Kunigonde van Laon. (-)           | ? (-) ∞ ? (-)                                                     | Wittitin van Morvois (786 - 834) ∞ Geva van Jutland (789 -)       | ? (-) ∞ ? (-)                                                     |                                                                   |
| Grootouders                                        | Pepijn van Vermandois (818-850) ∞ Rothaide van Bobbio (820-878)   | Pepijn van Vermandois (818-850) ∞ Rothaide van Bobbio (820-878)   | Widerich I van Morvois (820-886) ∞ Eva van Roussilon (820-862)    | Widerich I van Morvois (820-886) ∞ Eva van Roussilon (820-862)    |                                                                   |
| Ouders                                             | Herbert I van Vermandois (850-907) ∞ Bertha van Morvois (862-907) | Herbert I van Vermandois (850-907) ∞ Bertha van Morvois (862-907) | Herbert I van Vermandois (850-907) ∞ Bertha van Morvois (862-907) | Herbert I van Vermandois (850-907) ∞ Bertha van Morvois (862-907) | Herbert I van Vermandois (850-907) ∞ Bertha van Morvois (862-907) |